# Ampularie

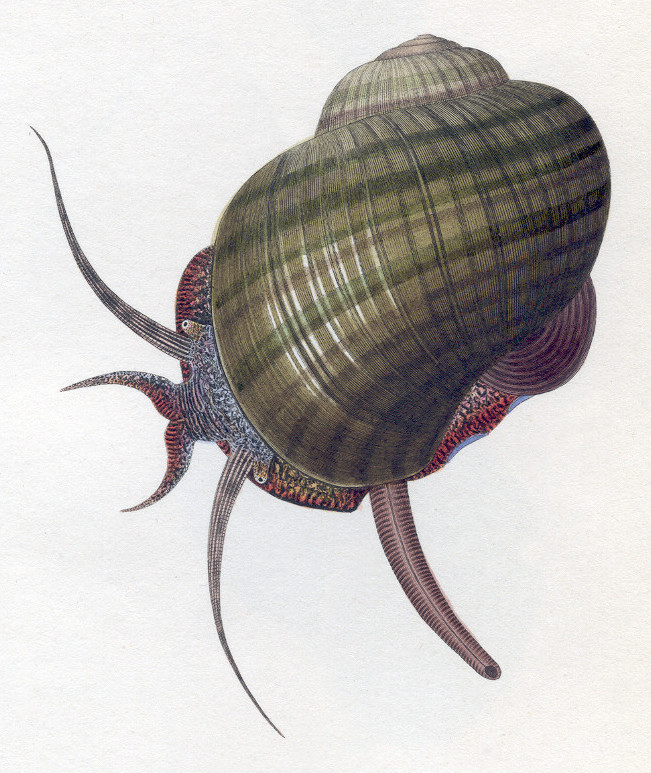
Pomacea paludosa

Ampularie – potoczna, powszechna w kręgach akwarystycznych, a także handlowa nazwa ślimaków przodoskrzelnych z rodziny Ampullariidae, zwłaszcza z rodzaju Pila (dawniej Ampullaria – przepółki) i Pomacea.
Gatunki najczęściej spotykane w akwariach Europy i Ameryki Północnej to:
- Pomacea canaliculata
- Pomacea diffusa, błędnie opisywana jako Pomacea bridgesii
- Pomacea paludosa